# Protosalanx hyalocranius
Protosalanx hyalocranius  — вид корюшкоподібних риб родини Саланксові (Salangidae). Мешкає у Тихому океані біля узбережжя Північного В'єтнаму, Китаю та Кореї. Довжина тіла сягає 22,5 см.